# Amores robados
Amores Robados (en portugués: Amores Roubados) es una miniserie brasileña producida por TV Globo y cuya exhibición ocurrió de 6 a 17 de enero de 2014, totalizando 7 capítulos.
Fue escrita por George Moura, Sergio Goldenberg, Flavio Araujo y Teresa Flota, con supervisión de texto de María Adelaide Amaral, dirección general de José Luiz Villamarim y núcleo de Ricardo Waddington.
Está libremente inspirada en el libro “La Emparedada de la Calle Nueva”, escrito por Carneiro Vilela en el inicio del siglo XX, y es un folhetim que tiene éxito desde hace más de 100 años. La historia está considerada leyenda urbana de Recife, ciudad brasileña.
Los actores fueron Isis Valverde, Cauã Reymond, Patrícia Pillar, Murilo Benício, Dira Paes, Osmar Prado, Jesuíta Barbosa, Cássia Kis e Irandhir Santos en los papeles principales.

## Escenario y caracterización
La casa del personaje Leandro fue construida de piedras y ladrillos de barro. Ya para componer las botellas de la vinícola de Jaime fueron estampados más de seis mil cajas y cinco mil rotulaciones. Las grabaciones fueron todas realizadas en el sertón nordestino, para mostrar el "sertón real" y 70% de las escenas fueron externas. La periodista Patricia Kogut, del periódico El Globo, comentó que "las temperaturas abrasadoras llevan a los directores, cámaras y producción a trabajar usando ropas con protección contra rayos ultravioleta. La vegetación es agreste, con poco viento y poca lluvia. Pero la región, al borde del Río San Francisco, también es llamada "California del Nordeste" gracias a sus viñedos, resultado de una técnica de riego que trajo prosperidad, sobreviviviente de la monotonía de la aridez reinante." El lugar fue escogido porque "se trata de trama de pasión y venganza y esos dos movimientos exigían una geografía física compatible. El sertón que, con el humedal con el agua del río, se hace fértil, como aquí, es muy simbólico del deseo, tema céntrico de esa historia. Donde no hay alimento y el deseo marchita", explicó el autor.
Dira Paes comentó en una entrevista al UOL sus escenas de desnudo diciendo lo siguiente: "Hallé un desnudo muy natural. Las escenas pedían sensualidad. Creo que existe un maestro, que es José Luiz Villamarim, que es el rey del buen gusto. No es fácil verse, pero me gustó el resultado."
La apertura exhibía imágenes del sertón nordestino en conjunto con fotos de los personajes y escenas de la trama. Por fin, era transmitida una imagen de un lago y el logotipo en la esquina derecha. Este patrón era cambiado en las viñetas de intervalo, cuando eran exhibidas otras imágenes.

## Elenco
Cauã Reymond interpreta a Leandro, hijo de Carolina (Cássia Kis Flaco) (que ejercía la prostitución). Cuando era niño, se fue a São Paulo y a su vuelta hacia el sertón nordestino, vuelve como sommelier (apreciador de vinos). La primera mujer que seduce es Celeste (Dira Paes), casada con Cavalcanti (Osmar Prado), seguida de Isabel (Patrícia Pillar), esposa de Jaime (Murilo Benício) e hija de Antônio (Germano Haiut). Isabel y Jaime son padres de Antônia (Ísis Valverde), joven de la cual Leandro termina enamorándose. Fortunato (Jesuíta Barbosa) es un gran amigo de Leandro, operario de un taller mecánico, intenta alertarlo de que no todo en la vida son vinos y mujeres.

## Enredo
La trama cuenta la historia de Leandro (Cauã Reymond), un joven nacido en el sertón pero criado en São Paulo por su madre Carolina Dantas (Cássia Kis Flaco).
Ya siendo adulto, retorna a su ciudad natal como sommelier, donde se envuelve en una relación con tres mujeres: Celeste (Dira Paes), Isabel (Patrícia Pillar) y Antonia (Ísis Valverde). Cauã e Ísis interpretan a los enamorados Leandro y Antonia que viven una historia de deseo, celos y venganza.
El poema que Leandro utiliza para seducir a Isabel es uno de los símbolos de la miniserie:
"Yo no quiero tu cuerpo
Yo no quiero tu alma,
Yo dejaré intacto tu ser, tu persona intocable
Yo quiero sólo una parte en este placer
La parte que no te pertenece."
— Joaquim Cardoso, poeta pernambucano, 1897-1978

## Elenco
| Actor                | Personaje                    |
| -------------------- | ---------------------------- |
| Ísis Valverde        | Antônia Braga Favais         |
| Cauã Reymond         | Leandro Dantas               |
| Patrícia Pillar      | Isabel Braga Favais          |
| Dira Paes            | Celeste Cavalcanti           |
| Murilo Benício       | Jaime Favais                 |
| Osmar Prado          | Roberto Cavalcanti           |
| Cássia Kis           | Carolina Dantas              |
| Irandhir Santos      | João de Silva                |
| Jesuíta Barbosa      | Fortunato Días               |
| César Ferrario       | Bigode de Arame              |
| Germano Haiut        | Antônio Vieira Braga         |
| Thaysa Zooby         | Ana Clara                    |
| Magdale Alves        | Cleonice                     |
| Antonio Fabio        | Deocleci                     |
| Walter Breda         | Delegado Givaldo             |
| Jorge Vasconcelos    | Zarolho                      |
| Thierry Tremouroux   | Oscar Beerhouse              |
| Cláudio Jaborandy    | Inspector Britivaldo Bezerra |
| Lana Guelero         | Sra. Bezerra                 |
| Zé Ramos             | Zé Romão                     |
| João Fernando Walker | Thiago Cavalcanti            |
| Paula Gariba Costa   | Laura                        |

## Transmisión
| País       | Canal          | Título local    | Estrena                  | Final                    | Días            | Hora        | Ref |
| ---------- | -------------- | --------------- | ------------------------ | ------------------------ | --------------- | ----------- | --- |
| Brasil     | Red Globo      | Amores Roubados | 6 de enero de 2014       | 17 de enero de 2014      | Lunes a viernes | 23:00       |     |
| Portugal   | Globo Portugal | Amores Robados  | 27 de julio de 2014      | 3 de agosto de 2014      | Lunes a domingo | 22:00       |     |
| México     | Azteca Trece   | Amores Robados  | 14 de septiembre de 2015 | 22 de septiembre de 2015 | Lunes a viernes | 21:10-22:10 |     |
| Portugal   | SIC            | Amores Robados  | Brevemente               | Brevemente               | Brevemente      | Brevemente  |     |
| Argentina  | Telefe         | Amores Robados  | 21 de septiembre de 2015 | 2 de octubre de 2015     |                 | 23:00       |     |
| Costa Rica | Teletica       | Amores Robados  | 6 de enero de 2016       | 15 de enero de 2016      |                 | 00:30       |     |
| Uruguay    | Teledoce       | Amores Robados  | 26 de enero de 2016      |                          |                 |             |     |
| Perú       | ATV            | Amores Robados  | 5 de abril de 2017       | 13 de abril de 2017      |                 | 22:00       |     |

## Audiencia y repercusión
El estreno tuvo 31 puntos de media y 55% de share según la asesoría de prensa de la Red Globo, un aumento del 2% en la media audiencia del horario en comparación con las cuatro semanas anteriores. El segundo capítulo, así como el primero, registró 31 puntos en el Gran San Pablo, con 54% de share. A partir del séptimo episodio, según la emisora, el día 14 de enero de 2014, se produjo un cambio de horario debido al estreno del reality show Big Brother Brasil 14, que pasó a ser exhibido antes de la trama, afectando su audiencia, que continuó elevada para el horario sin embargo inferior a la de los seis primeros episodios. La miniserie es el mayor éxito de la emisora en el subgénero desde 2003 con La Casa de las Siete Mujeres escrita por Maria Adelaide Amaral. La producción cerró con media de 28 puntos y 53% de participación en el Gran San Pablo.
| Capítulo      | Audiencia   | Fuente |
| ------------- | ----------- | ------ |
| Cap. 1        | 31 puntos   |        |
| Cap. 2        | 31 puntos   |        |
| Cap. 3        | 28 puntos   |        |
| Cap. 4        | 30 puntos   |        |
| Cap. 5        | 28 puntos   |        |
| Cap. 6        | 32 puntos   |        |
| Cap. 7        | 25 puntos   |        |
| Media General | 28,4 puntos |        |

- Cada punto, según el IBOPE, equivale a 65.201 domicilios en el Gran San Pablo.

### Premios e indicaciones
| Año  | Premio                     | Categoría                                      | Indicado             | Resultado | Ref. |
| ---- | -------------------------- | ---------------------------------------------- | -------------------- | --------- | ---- |
| 2014 | Premio Contigo! de TELE    | Mejor Serie o Miniserie                        | George Moura         |           |      |
| 2014 | Premio Contigo! de TELE    | Mejor Actor de Serie y Miniserie               | Cauã Reymond         |           |      |
| 2014 | Premio Contigo! de TELE    | Mejor Actor de Serie y Miniserie               | Murilo Benício       |           |      |
| 2014 | Premio Contigo! de TELE    | Mejor Actriz de Serie y Miniserie              | Dira Paes            |           |      |
| 2014 | Premio Contigo! de TELE    | Mejor Actriz de Serie y Miniserie              | Isis Valverde        |           |      |
| 2014 | Premio Extra de Televisión | Mejor Serie                                    | George Moura         |           |      |
| 2014 | Premio Extra de Televisión | Mejor Actor                                    | Cauã Reymond         |           |      |
| 2014 | Premio Extra de Televisión | Mejor Actriz Coadyuvante                       | Dira Paes            |           |      |
| 2014 | Premio Extra de Televisión | Mejor Revelación                               | Jesuíta Barbosa      |           |      |
| 2014 | Trofeo APCA                | Dramaturgia                                    | George Moura         |           |      |
| 2014 | Trofeo APCA                | Mejor Actriz                                   | Cássia Kis Flaco     |           |      |
| 2014 | Trofeo APCA                | Mejor Actriz                                   | Dira Paes            |           |      |
| 2014 | Trofeo APCA                | Mejor Actriz                                   | Patricia Pillar      |           |      |
| 2014 | Trofeo APCA                | Mejor Actor                                    | Cauã Reymond         |           |      |
| 2014 | Trofeo APCA                | Mejor Actor                                    | Jesuíta Barbosa      |           |      |
| 2014 | Trofeo APCA                | Mejor Actor                                    | Irandhir Santos      |           |      |
| 2014 | Trofeo APCA                | Mejor Dirección                                | José Luiz Villamarim |           |      |
| 2014 | Mejores del Año            | Mejor Actor de Serie o Miniserie               | Cauã Reymond         |           |      |
| 2014 | Mejores del Año            | Mejor Actriz de Serie o Miniserie              | Isis Valverde        |           |      |
| 2014 | Premio F5                  | Serie o Minissérie del Año                     | George Moura         |           |      |
| 2014 | Premio F5                  | Actor del Año (serie o miniserie)              | Cauã Reymond         |           |      |
| 2014 | Premio F5                  | Actriz del Año (serie o miniserie)             | Isis Valverde        |           |      |
| 2014 | Premio F5                  | Actor Coadyuvante del Año (serie o miniserie)  | Murilo Benício       |           |      |
| 2014 | Premio F5                  | Actor Coadyuvante del Año (serie o miniserie)  | Osmar Prado          |           |      |
| 2014 | Premio F5                  | Actriz Coadyuvante del Año (serie o miniserie) | Cássia Kis Flaco     |           |      |
| 2014 | Premio F5                  | Actriz Coadyuvante del Año (serie o miniserie) | Dira Paes            |           |      |